# Мыздрикова, Анна Андреевна
А́нна Андре́евна Сергие́нко (Мы́здрикова) (род. 22 октября 1992 года, в Москве, Россия) — российская гимнастка.
2-кратная чемпионка и 4-кратный серебряный призёр чемпионата России; чемпионка и серебряный призёр чемпионата Европы 2010; победитель и призёр этапов Кубка мира.

## Спортивные достижения
| Год  | Турнир                                                         | Вид программы        | Место | Очки    | Место (квалиф.) | Очки (квалиф.) |
| ---- | -------------------------------------------------------------- | -------------------- | ----- | ------- | --------------- | -------------- |
| 2008 | Гимнастический чемпионат Тихоокеанского кольца. Сан-Хосе (США) | Опорный прыжок       | 1     | 14,400  |                 |                |
| 2008 | Гимнастический чемпионат Тихоокеанского кольца. Сан-Хосе (США) | Вольные упражнения   | 3     | 15,050  |                 |                |
| 2009 | Кубок мира. Марибор (Словения)                                 | Опорный прыжок       | 1     | 14,062  |                 |                |
| 2009 | Кубок мира. Марибор (Словения)                                 | Вольные упражнения   | 2     | 13,950  |                 |                |
| 2009 | Кубок Мира. Глазго (Великобритания)                            | Вольные упражнения   | 2     | 14,700  |                 |                |
| 2009 | Кубок Мира. Москва (Россия)                                    | Вольные упражнения   | 1     | 14,125  |                 |                |
| 2009 | Чемпионат мира. Лондон (Великобритания)                        | Вольные упражнения   | 4     | 14,275  | 1               | 14,500         |
| 2009 | Чемпионат мира. Лондон (Великобритания)                        | Опорный прыжок       | 6     | 14,225  | 3               | 14,450         |
| 2010 | Трофей Жезоло. Италия                                          | Командное первенство | 2     | 225,900 |                 |                |
| 2010 | Чемпионат Европы. Бирмингем (Великобритания)                   | Командное первенство | 1     | 169,700 | 1               | 168,325        |
| 2010 | Чемпионат Европы. Бирмингем (Великобритания)                   | Вольные упражнения   | 2     | 14,325  | 6               | 13.700         |

## Награды и звания
- Заслуженный мастер спорта России (2010)[1]
- Мастер спорта России международного класса (2009)[2]